# Kusonóżka czerwononoga
Kusonóżka czerwononoga, ptasznik czerwononogi (Brachypelma boehmei) – ptasznik naziemny, zamieszkujący meksykańskie dżungle.
Dość duży ptasznik, samica dorasta do 6–7 cm długości ciała, samiec jest nieco mniejszy, osiąga do 6 cm. Z rozpostartymi odnóżami pająk osiąga długość około 14 cm. Gatunek dość długowieczny, samice dożywają do 20 lat. Samce umierają po 1-2 latach po ostatniej wylince. Pająk jest objęty konwencją waszyngtońską (CITES).

## Wygląd
Czerwone odnóża, czerwono-bordowy karapaks, czarna opistosoma (odwłok) pokryta włoskami parzącymi.
- samice: 6–7 cm DC (DC w terrarystyce oznacza długość ciała[3])
- samce: ok. 6 cm DC[3]
- z rozpostartymi odnóżami: 14 cm[3]

## Zachowanie
Dość spokojny, niezbyt szybki ptasznik. Zaniepokojony wyczesuje włoski parzące z odwłoka. Jad nie stanowi zagrożenia dla człowieka.